# エスビョルン・スヴェンソン
エスビョルン・スヴェンソン（Esbjörn Svensson、1964年4月16日 - 2008年6月14日）は、スウェーデンのジャズ・ピアニストであり、ピアノ・トリオ「E.S.T.（エスビョルン・スヴェンソン・トリオ）」の創設者である。スヴェンソンは、21世紀の初めにヨーロッパで最も成功したジャズ・ミュージシャンの一人となったが、その後、44歳の若さでダイビング中の事故で死亡した。

## 経歴

### 幼少期と音楽活動
スヴェンソンは母がクラシック・ピアニストで、父がジャズ愛好家という家庭環境の中で、幼少期からクラシック音楽とジャズの両方に触れることになり、最初はクラシック音楽に興味を持った。十代の頃にはロック音楽に興味を持ち、クラスメートと共にいくつかのガレージバンドを結成したが、その後、クラシック音楽に戻り、最終的にはジャズへと進んでいった。16歳の時、スヴェンソンは音楽学校に進学し、ピアノのレッスンを受けた。その後、ストックホルムの王立音楽院で4年間学んだ。
1990年、スヴェンソンは幼馴染であるマグヌス・オストロム（パーカッション）と共に、自身のジャズ・コンボを結成した。2人は1980年代にスウェーデンとデンマークのジャズ・シーンでサイドマンとして初めてステージに立った経験を持っている。1993年には、ベーシストのダン・ベルグルンドが加わり、「E.S.T.（エスビョルン・スヴェンソン・トリオ）」が誕生した。トリオは1993年にデビュー・アルバム『When Everyone Has Gone』をリリースし、その後、北欧のジャズ・シーンで確固たる地位を築いた。スヴェンソンは、1995年と1996年にスウェーデン・ジャズ・ミュージシャン・オブ・ザ・イヤーにノミネートされた。

### 名声の高まりと死
トリオは、1999年のアルバム『From Gagarin’s Point Of View』により世界的な成功をおさめた。このアルバムは、スカンジナビア以外で初めてリリースされた作品となった。その後のアルバム『Good Morning Susie Soho』（2000年）や『Strange Place for Snow』（2002年）により、アメリカでも注目されるようになった。2002年には、ヨーロッパ、アメリカ、そして日本で9ヶ月にわたるツアーを行った。その後のアルバム『Seven Days of Falling』（2003年）、『Viaticum』（2005年）、『Tuesday Wonderland』（2006年）は、ジャズ批評家からも好評を得て、音楽業界の賞にノミネートされるとともに、ジャズおよびポップ・チャートにも登場するようになった。
E.S.T.は、アメリカのジャズ雑誌『ダウン・ビート』（2006年5月号）の表紙を飾った最初のヨーロッパのジャズ・コンボである。彼らの最後のライブ・アルバム『e.s.t. Live in Hamburg』は、2006年秋にドイツ・ハンブルクで行われたコンサートの録音で、同年の『Tuesday Wonderland Tour』の一環としてリリースされた。スヴェンソンの死の前に、トリオは『Leucocyte』というアルバムの制作を終えており、このアルバムは2008年9月に追悼盤としてリリースされた。このアルバムの音楽は、シドニーの301スタジオで9時間にわたるジャム・セッション中に録音されたもので、2012年にはそのセッションからの音源をまとめた『301』というアルバムもリリースされた。E.S.T.の最後の公演は、2008年5月30日にロシア・モスクワのチャイコフスキー音楽ホールで行われた。E.S.T.との活動に加えて、スヴェンソンはニルス・ラングレン、リナ・ニーベリ、ヴィクトリア・トルストイと共演し、いくつかのアルバムを録音している。
2008年6月14日、スヴェンソンはスウェーデン・ストックホルム近郊のインガロ島でのダイビング中に行方不明となった。彼のダイビング仲間（インストラクターと当時14歳の息子を含む）は、最終的に海底で意識を失っている彼を発見した。重傷を負っていたため、ヘリコプターでカロリンスカ大学病院に搬送された。スヴェンソンは44歳、既婚で2人の息子の父親であった。